# Johnny G (The Guidetti Song)
Johnny G (The Guidetti Song) är en låt skriven av Fredrik Andersson, Ingvar Irhagen och Michael Saxell. Den framförs av den svenska musikgruppen Badpojken och Frida Green är vokalist på inspelningen. Låten blev etta på Sverigetopplistan den 28 augusti. Den toppade även Sverigetopplistan Dance i sex veckor vecka 35-40 och Svenskt Topp-20 i tre veckor vecka 35-37 2015.  Låten nådde förstaplatsen på Spotify Top 50 den 22 augusti 2015. Sommaren 2016 hade "Johnny G (The Guidetti Song)" uppnått 4 x Platinastatus i Sverige och har över fem miljoner YouTube visningar.
Sången är en hyllning på engelska till den svenska fotbollsspelaren John Guidetti och den finns med på samlingsalbumen Absolute Music 79 och Hits For Kids Winter Party 2016.